# 沃伊奧山脈
40°13′30″N 21°05′02″E / 40.225°N 21.084°E
沃伊奧山脈（希臘語：Βόιο），是希臘的山脈，位於該國西北部，處於西馬其頓大區，屬於品都斯山脈的一部分，最高點海拔高度1,805米，該山脈長滿橡樹、山毛櫸和栗樹。